# Siemianowo (Kozłowo)
Siemianowo (deutsch Siemienau) ist ein Dorf in der polnischen Woiwodschaft Ermland-Masuren. Es gehört zur Gmina Kozłowo (Landgemeinde Groß Koslau, 1938 bis 1945 Großkosel) im Powiat Nidzicki (Kreis Neidenburg).

## Geographische Lage
Siemianowo liegt im Südwesten der Woiwodschaft Ermland-Masuren, 14 Kilometer nordwestlich der Kreisstadt Nidzica (deutsch Neidenburg).

## Geschichte
Das Dorf Schiemenau – nach 1785 Schiemienau genannt – wurde nach 1321 gegründet. Es erhielt später eine Ziegelei, die 1,25 Kilometer nordwestlich des Ortes angesiedelt war. Im Jahr 1874 kam die Landgemeinde Siemienau zum Amtsbezirk Skottau (polnisch Szkotowo) im ostpreußischen Kreis Neidenburg, der etwa 1932 in den Amtsbezirk Gardienen (Gardyny) umgewandelt wurde.
1910 waren in Siemienau 269 Einwohner gemeldet. Ihre Zahl belief sich 1933 auf 224 und 1939 auf 213.
In Kriegsfolge kam Siemienau 1945 mit dem gesamten südlichen Ostpreußen zu Polen. Das Dorf erhielt die polnische Namensform „Siemianowo“ und ist heute mit dem Sitz eines Schulzenamts (polnisch Sołectwo) eine Ortschaft im Verbund der Gmina Kozłowo (Landgemeinde Groß Koslau 1938 bis 1945 Großkosel) im Powiat Nidzicki (Kreis Neidenburg), bis 1998 der Woiwodschaft Olsztyn, seither der Woiwodschaft Ermland-Masuren zugehörig. Im Jahre 2011 zählte Siemianowo 101 Einwohner.

## Kirche
Bis 1945 war Siemienau in die evangelische Kirche Groß Gardienen (polnisch Gardyny) in der Kirchenprovinz Ostpreußen der Kirche der Altpreußischen Union sowie in die römisch-katholische Kirche Thurau (polnisch Turowo) im Bistum Ermland eingepfarrt.
Heute gehört Siemianowo zur katholischen Kirche in Turowo im jetzigen Erzbistum Ermland, außerdem zur evangelischen Kirche in Gardyny, einer Filialkirche der Pfarrei Nidzica in der Diözese Masuren der Evangelisch-Augsburgischen Kirche in Polen.

## Verkehr
Siemianowo liegt an einer Nebenstraße, die Kownatki (Kownatken, 1938 bis 1945 Kaunen) mit Kamionken (Adlig Kamiontken, 1932 bis 1945 Steintal) verbindet. Eine Anbindung an den Bahnverkehr besteht nicht.